# Euboarhexius perscitus
Euboarhexius perscitus är en skalbaggsart som först beskrevs av Fletcher 1932.  Euboarhexius perscitus ingår i släktet Euboarhexius och familjen kortvingar. Inga underarter finns listade i Catalogue of Life.